# Société anonyme des Charbonnages d'Ans et de Rocour

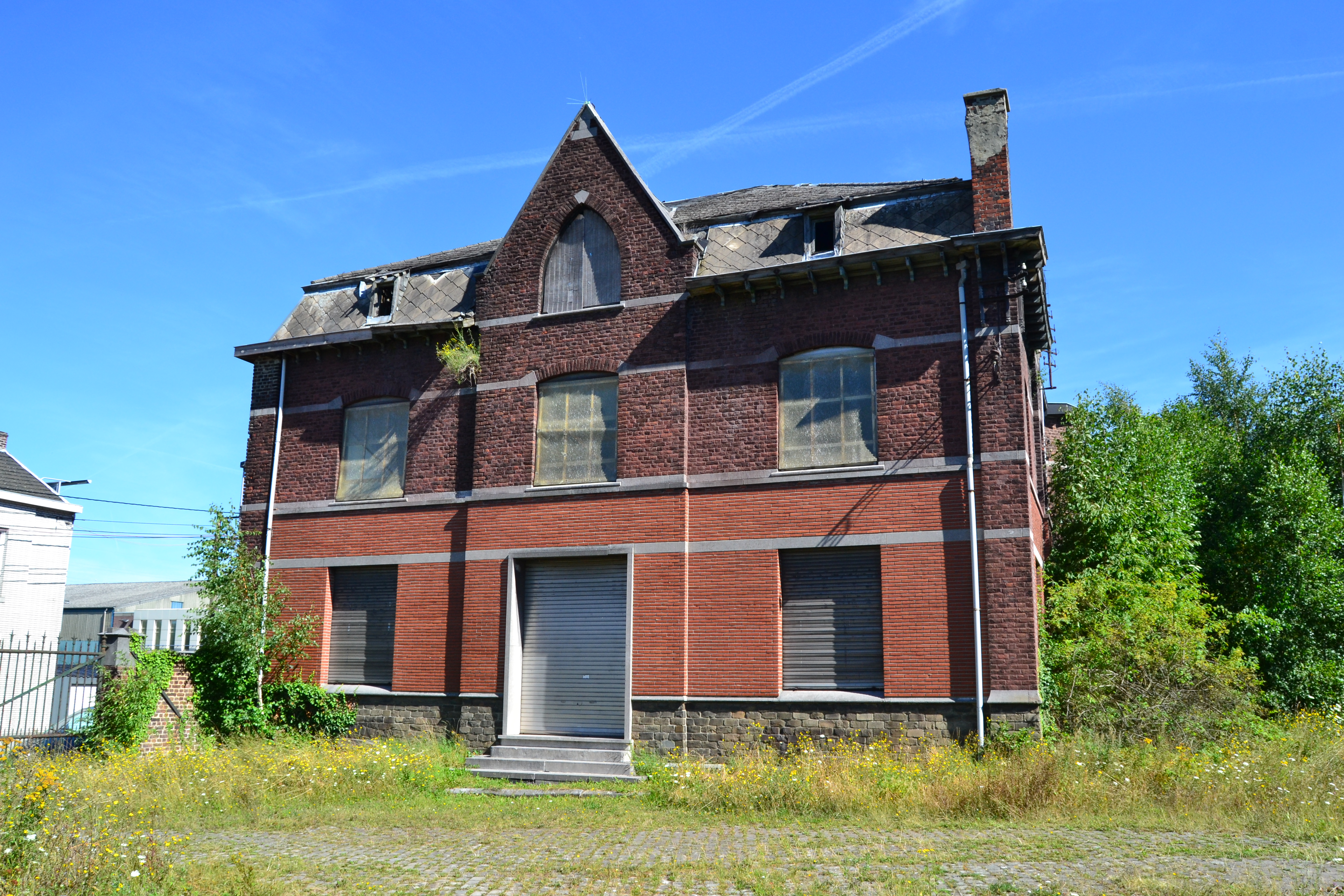
L'ancien siège administratif de la Société anonyme des Charbonnages d'Ans et de Rocour en 2012. Le bâtiment a été depuis réhabilité et transformé en habitations.

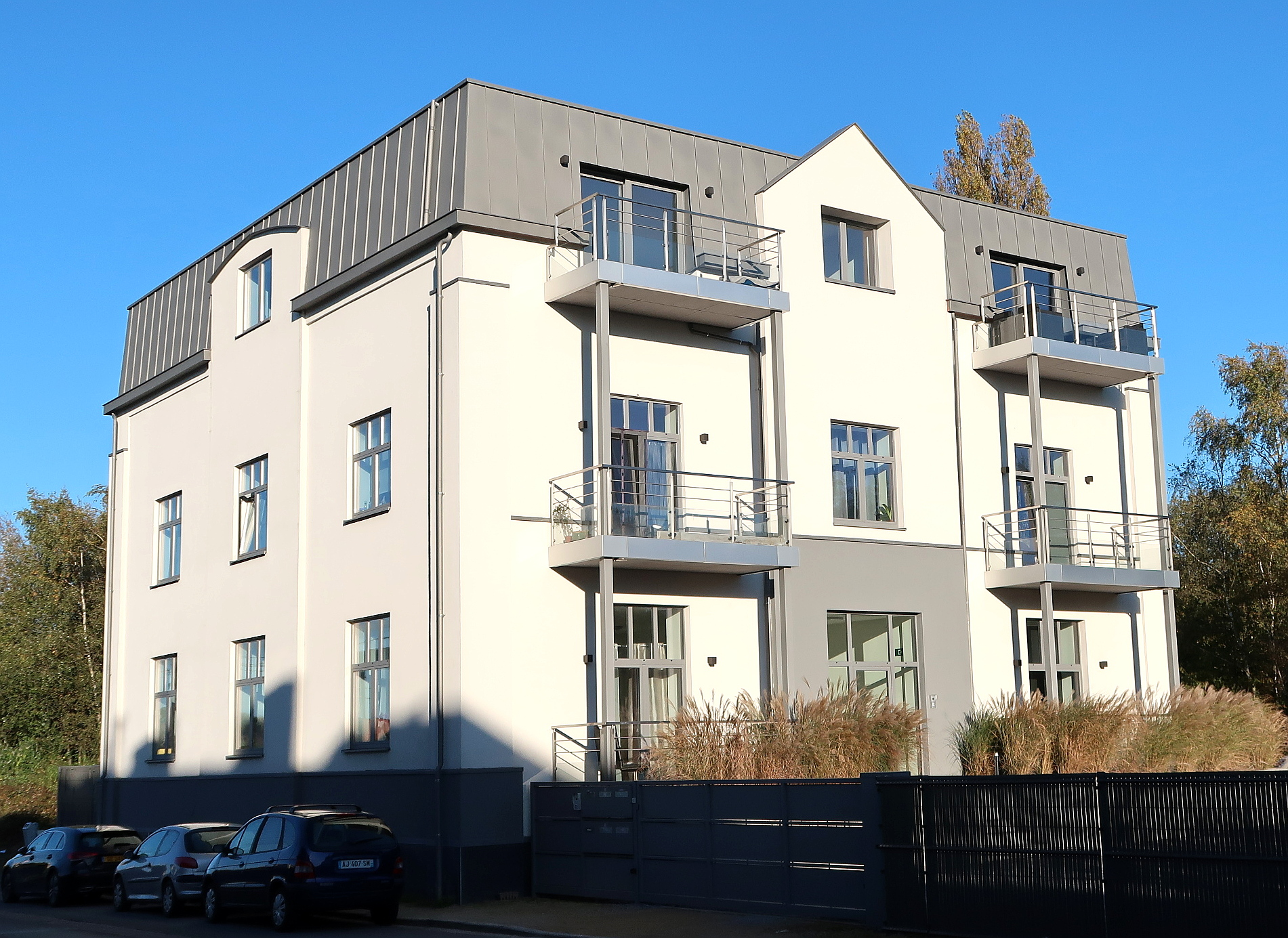
Le même bâtiment en 2021, réhabilité.

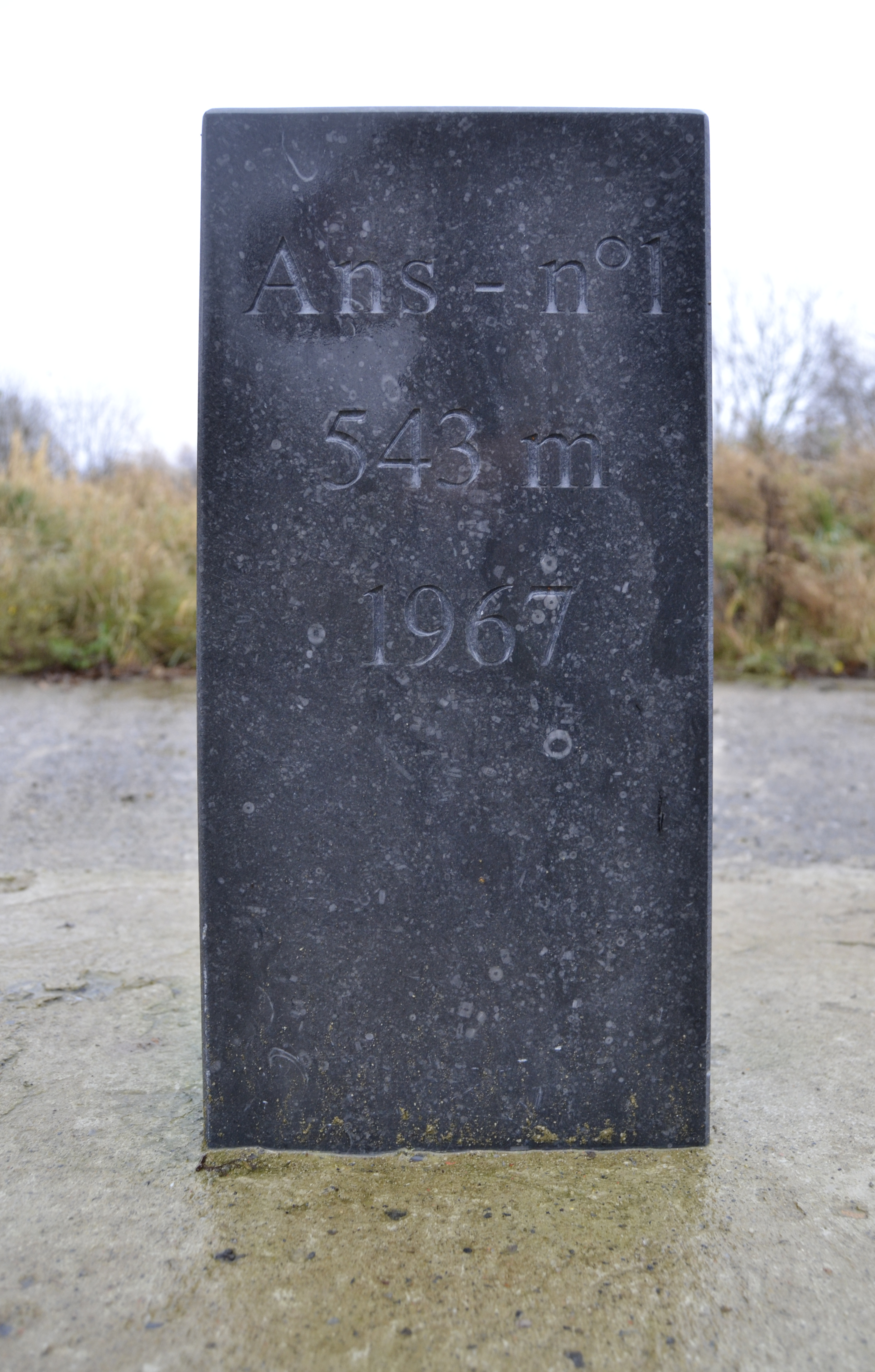
Tombe de l'ancien puits n°1 du charbonnage d'Ans et de Rocour.

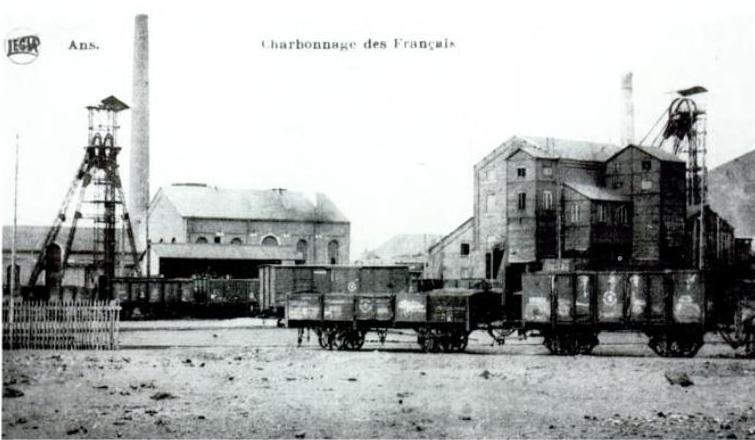
Le charbonnage des Français en 1920.

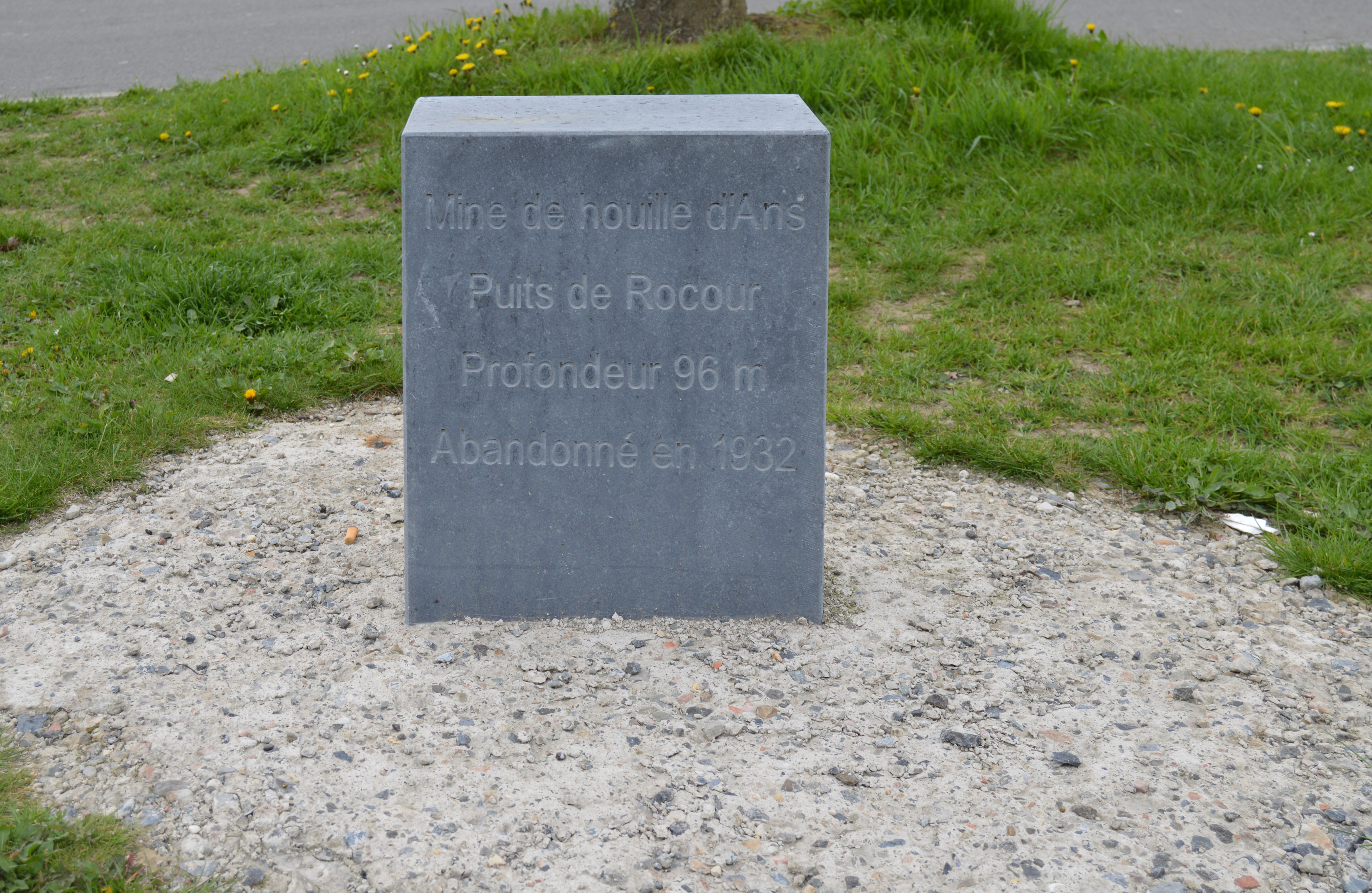
Tombe de l'ancien puits de Rocourt.

La Société anonyme des Charbonnages d'Ans et de Rocour est une ancienne société charbonnière de la région de Liège, dont la concession se situait au nord de Liège sur les territoires des communes d'Ans et Rocourt, dorénavant Liège,. 
La concession se trouvait à l'est de la concession de la Société anonyme des Charbonnages de Patience et Beaujonc réunis, et au nord de celle de la Société anonyme des Charbonnages de Bonne Espérance, Batterie, Bonne-Fin et Violette. Elle était desservie par une extension de l'ancienne ligne de chemin de fer 31, désormais transformée en voie lente RAVeL.

## Histoire
Si les premiers documents attestant d'une exploitation du charbon à Ans datent de 1274, le charbonnage moderne trouve ses origines en 1840. À cette date est octroyée par arrêté royal une concession au charbonnage d'Ans-Rocour d'une superficie de 317 ha sous les communes de Glain (dorénavant Liège), Loncin, Alleur et Ans (dorénavant entièrement Ans).
L'exploitation ne commence réellement qu'en 1862 avec la société française Levant de Liège (ce qui vaudra longtemps à l'entreprise le surnom de Charbonnage des Français), qui deviendra rapidement l'entreprise de droit belge Société des Mines d'Ans, puis Société anonyme des Mines d'Ans.  
En 1907, l'entreprise se nomme Société anonyme des Charbonnages d'Ans et de Rocour. C'est à partir de ce moment que l'entreprise se développa réellement, avec des investissements importants permettant d'exploiter au mieux la concession. Un nouveau lavoir fut notamment installé en 1941.
Plusieurs extensions permirent de porter la superficie totale de la concession à 801 ha après la Seconde Guerre mondiale. Le charbonnage arrêtera définitivement ses activités le 30 juin 1966 après deux années de pertes.

## Époque contemporaine
Le siège administratif de l'entreprise, bien que désaffecté, reste en relativement bon état. Deux tombes des puits peuvent toujours être observées dans le terrain en friche derrière le siège administratif. Il existe dans les environs une voirie appelée Rue du Puits du Levant.
Le lieu du puits de Rocourt est désormais occupé par une zone industrielle et de grands magasins. La borne du puits elle-même voisine une pompe à essence.
La friche située à proximité de l'ancien siège est envisagée pour héberger le festival musical « Les Ardentes » à partir de juillet 2020. La première édition se tient sur le site en juillet 2022, à la suite des annulations précédentes dues à la pandémie de Covid-19. Le site se trouve à l'est du siège historique, entre les rues de l'Arbre Courte Joie et de la Tonne.

## Géolocalisation approximative des anciens sites d'exploitation[1]
- Siège administratif : 50° 40′ 00″ N, 5° 32′ 20″ E
  - Ans : 50° 39′ 59″ N, 5° 32′ 26″ E
  - Rocourt : 50° 40′ 12″ N, 5° 32′ 56″ E

Terrils,
- Siège du Levant - 50° 39′ 59″ N, 5° 32′ 32″ E - (disparu)

## Sources
- André De Bruyn, Anciennes Houillères de la région liégeoise, Liège, Dricot, 1988, 208 p. (ISBN 2-87095-058-6)
- Claude Gaier, Huit siècles de houillerie liégeoise, histoire des hommes et du charbon à Liège, Liège, Éditions du Perron, 1988, 261 p. (ISBN 2-87114-031-6)